# پرواز ناتمام
پرواز ناتمام (ارمنی: Անավարտ թռիչք) یک فیلم درام است محصول سال ۲۰۱۵ کشور ارمنستان، به کارگردانی یلنا آرشاکیان و نویسندگی آناهیت مخیتاریان و تهیه‌کنندگی کارن قازاریان، آرمن گریگوریان و واهان آزاتیان

## داستان فیلم
این فیلم بر اساس وقایع واقعی ساخته شده است و به یادبود قربانیان سانحه ناگوار سقوط هواپیمایی A-320 از مقصد ایروان به سوچی در روز ۳ مه ۲۰۰۶ اتفاق افتاد، تقدیم شده است.

## بازیگران
- تاتو هوُاکیمان[الف]
- تیگران ماکاریان[ب]
- لوئیزا قامباریان
- سرژ آویدیکیان
- گایانه آسلامازیان
- آنی یرانیان
- وارطان هوُسپیان[پ]
- آرپینه ایسرائیلیان[ت]

## یادداشت
1. ↑  Տաթև Հովակիմյան
2. ↑  Տիգրան Մակարյան
3. ↑  Վարդան Հովսեփյան
4. ↑  Արփինե Իսրայելյան